# Quiers-sur-Bézonde
Quiers-sur-Bézonde – miejscowość i gmina we Francji, w Regionie Centralnym, w departamencie Loiret.
Według danych na rok 1990 gminę zamieszkiwało 898 osób, a gęstość zaludnienia wynosiła 54 osoby/km² (wśród 1842 gmin Centre, Quiers-sur-Bézonde plasuje się na 444. miejscu pod względem liczby ludności, natomiast pod względem powierzchni na miejscu 806.).